# Mariano Catalina
Mariano Catalina y Cobo, född den 26 juli 1842 i Cuenca, död den 2 oktober 1913 i Madrid, var en spansk författare. Han var brorson till Severo Catalina.
Catalina beklädde flera höga administrativa poster, invaldes 1878 i spanska akademien, tog där 1881 inträde med ett tal om El elemento moral del teatro de Calderón och blev senare akademiens ständige sekreterare. Av hans arbeten bör nämnas Poesias, cantares y legendas (1879), dramerna No hay bien fin por mal camino, El Tasso och Luchas de amor samt av konsthistoriska arbeten La pintura en la Edad media. Catalina grundlade det stora samlingsverket Biblioteca de escritores castellanos, som räknar mer än hundra band, omfattande arbeten av såväl gamla som nyare spanska författare.